# Síndrome de deficiencia relativa de energía en el deporte
El síndrome de deficiencia energética relativa en el deporte (Síndrome DER o DRE) es un síndrome en el que se presentan trastornos alimentarios (o baja disponibilidad de energía ), amenorrea / oligomenorrea y disminución de la densidad mineral ósea ( osteoporosis y osteopenia ). Es causado por comer una cantidad de comida insuficiente para proporcionar la cantidad de energía que gasta un atleta, a menudo a instancias de un entrenador u otra figura de autoridad que piensa que los atletas tienen más probabilidades de ganar competiciones cuando tienen un tipo de cuerpo extremadamente delgado. El Síndrome DRE es una enfermedad grave con consecuencias para la salud de por vida y puede ser potencialmente mortal.
La denominación de Síndrome DRE es un nombre más amplio y completo de lo que antes se conocía como tríada de la atleta femenina (o simplemente tríada), que era una condición que se observaba en mujeres que participaban en deportes que enfatizaban la delgadez o el bajo peso corporal.  Como también se ven en varones los componentes no menstruales del síndrome, el nombre ha sido modificado al término completo Síndrome DRE. 
El DRE, antiguamente conocido  como la tríada de la atleta femenina, es un síndrome que incluye tres condiciones interrelacionadas. Por lo tanto, si un atleta sufre de un elemento de la tríada, es probable que también sufra de los otros dos componentes. 
Con el aumento de la participación femenina en los deportes, ha aumentado también la incidencia de una tríada de trastornos específicos de las mujeres, la tríada de la atleta femenina.  Esta tríada, y su relación con el atletismo fue identificada en la década de 1980 cuando la prevalencia aumentó durante este período, y se estudiaron en profundidad los síntomas, factores de riesgo, causas y tratamientos y se evaluó su interrlación. La afección es más común en deportes que valoran la delgadez, como correr a campo través, gimnasia y patinaje artístico. Muchos de los que padecen la tríada participan en algún tipo de actividad atlética, con el fin de perder peso y estar más delgados. Los deportes competitivos que promueven esta delgadez física pueden resultar en trastornos alimentarios y ser responsables del origen de la tríada de la atleta femenina.
Para algunas mujeres, el trastorno puede tener importantes consecuencias para la salud.  Además, puede provocar en algunas atletas de competición, problemas como baja autoestima, tendencia al perfeccionismo y estrés familiar que las ponen en riesgo de sufrir trastornos alimentarios. 

## Síntomas y signos
Los síntomas clínicos del síndrome DRE pueden incluir trastornos alimentarios, fatiga, caída del cabello, frialdad de manos y pies, piel seca, pérdida de peso notable, aumento del tiempo de curación de las lesiones (p. Ej., Hematomas persistentes), mayor incidencia de fracturas óseas y cese de la menstruación.  Los atletas afectados también pueden tener problemas con la baja autoestima y la depresión.
En el examen físico, un médico puede también detectar  los siguientes signos: caroteno sanguíneo elevado, anemia , hipotensión ortostática , irregularidades en los electrolitos, hipoestrogenismo , atrofia vaginal y bradicardia . 
Un deportista puede mostrar signos de una alimentación restrictiva, pero no cumplir con los criterios clínicos para un trastorno alimentario. También pueden mostrar alteraciones menstruales sutiles, como un cambio en la duración del ciclo menstrual, no ovulación o defectos de la fase progesterónica, pero sin haber desarrollado aún amenorrea completa. Del mismo modo, la densidad ósea de un atleta puede disminuir, pero es posible que aún no haya caído por debajo del rango normal para su edad. Estos signos pueden considerarse "ocultos", ya que puede que ningún síntoma sea lo suficientemente grave como para inducirle a buscar atención médica, dando lugar a que la tríada pase desapercibida o sin tratamiento. 

### Trastorno alimentario
La disponibilidad de energía se define como la diferencia entre la energía ingresada menos la energía gastada. La energía se absorbe por medio del consumo de alimentos. Nuestros cuerpos gastan energía a través del funcionamiento normal y del ejercicio. En el caso de la tríada de la atleta femenina, la baja disponibilidad de energía puede deberse a trastornos alimentarios, pero no necesariamente. Los atletas pueden experimentar una baja disponibilidad de energía al hacer más ejercicio sin que se dé un cambio concomitante en los hábitos alimenticios, o pueden aumentar su gasto energético al mismo tiempo que comen menos. Esta situación se define como trastorno alimentario debido al bajo aporte calórico o la baja disponibilidad energética.
Si bien la mayoría de los atletas no cumplen con los criterios clínicos para ser diagnosticados de un trastorno alimentario como la anorexia nerviosa o la bulimia nerviosa, muchos exhiben hábitos alimenticios desordenados como el ayuno, además de evitar ciertos tipos de alimentos que el atleta cree que son "malos" ( como alimentos que contienen grasas). Hay múltiples factores que influyen en alentar a los atletas a conseguir un tipo de cuerpo más delgado, como la cultura y factores individuales. Los ejemplos más graves de hábitos alimentarios desordenados pueden incluir atracones ; purgas y el uso de pastillas para adelgazar, como laxantes, diuréticos y enemas.
Al restringir su dieta, el deportista puede agravar su problema de baja disponibilidad energética. Unas reservas energéticas dietarias insuficientes debido al ejercicio excesivo y / o a restricciones dietéticas dejan muy poca energía para que el cuerpo lleve a cabo funciones normales, como mantener un ciclo menstrual regular o manteneruna densidad ósea saludable.

### Amenorrea
La amenorrea, definida como el cese del ciclo menstrual de una mujer durante más de tres meses, es el segundo trastorno de la tríada. Las fluctuaciones de peso debidas a restricciones dietéticas y / o ejercicio excesivo afectan la producción por parte del hipotálamo de hormonas gonadotrópicas. Las hormonas gonadotrópicas "estimulan el crecimiento de las gónadas y la secreción de hormonas sexuales". (por ejemplo, la hormona liberadora de gonadotropina, la  hormona luteinizante y la hormona estimulante del folículo. ) Estas hormonas gonadotrópicas juegan un papel en la estimulación de la liberación de estrógenos por los ovarios. Sin la liberación de estrógenos, el ciclo menstrual se interrumpe. Hacer ejercicio intensamente y no comer suficientes calorías puede provocar una disminución de los estrógenos, la hormona que ayuda a regular el ciclo menstrual. Como resultado, los períodos pueden volverse irregulares o detenerse por completo.
Hay dos tipos de amenorrea. Se dice que una mujer que ha estado teniendo su período y luego deja de menstruar durante noventa días o más tiene amenorrea secundaria. En el caso del síndrome DRE, la mayoría de los casos de amenorrea secundaria se atribuyen a la amenorrea hipotalámica funcional (FHA), un mecanismo adaptativo para preservar la energía para la supervivencia y los procesos vitales en lugar de la reproducción cuando el balance energético es bajo. La amenorrea primaria se caracteriza por un retraso en la menarquia (el inicio de la menstruación durante la pubertad). El retraso en la menarquia puede asociarse con un retraso en el desarrollo de características sexuales secundarias.

### Osteoporosis
Los Institutos Nacionales de Salud definen la osteoporosis como "un trastorno esquelético caracterizado por una resistencia ósea comprometida que predispone a una persona a un mayor riesgo de fractura". Los niveles bajos de estrógenos y la mala nutrición, especialmente la baja ingesta de calcio, pueden conducir a la osteoporosis, el tercer aspecto de la tríada. Esta condición puede arruinar la carrera de una atleta porque puede provocar fracturas por estrés y otras lesiones.
Los pacientes con tríada de la atleta femenina padecen osteoporosis debido a hipoestrogenemia o niveles bajos de estrógeno. Con la deficiencia de estrógenos, los osteoclastos tienen una vida más larga, y, por lo tanto, pueden reabsorber más hueso. En respuesta al aumento de la resorción ósea, aumenta la formación ósea y se desarrolla un estado de alto recambio que conduce a la pérdida ósea y la perforación de las placas trabeculares. A medida que los osteoclastos descomponen el hueso, los pacientes sufren una pérdida de densidad mineral ósea. La baja densidad mineral ósea hace que los huesos sean más frágiles y, por lo tanto, susceptibles a fracturas. Debido a que los atletas son activos y sus huesos deben soportar un estrés mecánico, la probabilidad de sufrir una fractura ósea es particularmente alta.
Además, debido a que quienes padecen la tríada de la atleta femenina también están restringiendo su dieta, es posible que tampoco consuman cantidades suficientes de las vitaminas y minerales que contribuyen a la densidad ósea; no consumir suficiente calcio o vitamina D agrava aún más el problema de la debilidad de los huesos.
Se piensa actualmente que La masa ósea alcanza un pico entre las edades de 18-25. Así, comportamientos qué resultan en disminución de la densidad ósea en juventud podrían ser perjudiciales para la salud de hueso de un atleta durante toda su vida.
Además, la ovulación es la forma principal en que las mujeres crean la hormona progesterona. Cuando se libera un óvulo del ovario, la estructura que queda se convierte en el cuerpo lúteo. El cuerpo lúteo produce la hormona progesterona durante los 10 a 16 días de la fase luteínica o progesterónica. Sin experimentar ciclos menstruales ovulatorios regulares, la mujer no secreta la hormona progesterona durante la fase lútea de su ciclo. La progesterona estimula directamente a los osteoblastos para que produzcan hueso nuevo. Por lo tanto, si la mujer no está ovulando, no está creando progesterona y pierde esta oportunidad de estimular el crecimiento de hueso nuevo.

## Causas
La gimnasia, el patinaje artístico, el ballet, el buceo, la natación y las carreras de larga distancia son ejemplos de deportes que hacen hincapié en el bajo peso corporal. La tríada se ve con más frecuencia en deportes estéticos como estos que en los deportes de juego de pelota.  Las mujeres que practican estos deportes pueden tener un mayor riesgo de desarrollar la tríada de la atleta femenina. 
Los atletas que corren mayor riesgo de tener poca disponibilidad de energía son aquellos que restringen la ingesta energética de la dieta, que hacen ejercicio durante períodos prolongados, que son vegetarianos y que limitan los tipos de alimentos que comen. Muchos factores parecen contribuir a conductas alimentarias desordenadas y trastornos alimentarios clínicos.  La dieta es un punto de entrada común y el interés se ha centrado en la contribución de los factores ambientales y sociales, la predisposición psicológica, la baja autoestima, la disfunción familiar, el abuso, los factores biológicos y la genética.  Además, son factores adicionales para los atletas el inicio temprano del entrenamiento y la dieta específicos del deporte, las lesiones y un aumento repentino en la intensidad del entrenamiento. Las encuestas muestran puntuaciones de actitud alimentaria más negativas en disciplinas atléticas que favorecen la delgadez.  Las conductas alimentarias desordenadas son factores de riesgo de trastornos alimentarios. 

## Tratamiento
La causa subyacente de la tríada de la atleta femenina es un desequilibrio entre la energía que entra en el cuerpo (a través de la nutrición ) y la energía que el cuerpo usa (a través del ejercicio). El tratamiento incluye corregir este desequilibrio aumentando las calorías en una dieta o disminuyendo las calorías quemadas por el ejercicio durante 12 meses o más.  Las personas con la tríada de la atleta femenina deben recibir tratamiento de un equipo multidisciplinario que incluya un médico, un dietista y un consejero de salud mental, y buscar el apoyo de la familia, los amigos y su entrenador . 
Debido a que un síntoma de la tríada de la atleta femenina es la disfunción menstrual, algunos médicos pueden recomendar anticonceptivos orales porque esas píldoras regularán el ciclo menstrual. Sin embargo, la causa subyacente del trastorno menstrual es un desequilibrio energético, y es probable que el uso de píldoras para regular el ciclo menstrual sin cambios en la dieta y el comportamiento enmascare la deficiencia alimentaria y retrase el tratamiento adecuado.  Una mujer que toma anticonceptivos para tratar la disfunción menstrual sin corregir este desequilibrio energético seguirá perdiendo densidad ósea. 

### Menos ejercicio
La participación continua en el entrenamiento y la competencia depende de la salud física y mental del atleta. Es posible que los atletas que pesen menos del 80 por ciento de su peso corporal ideal no puedan participar de manera segura. 
Los proveedores de atención médica a menudo les piden a las personas con la tríada de la atleta femenina que reduzcan la cantidad de tiempo que pasan haciendo ejercicio en un 10-12 por ciento.

### Comer más
La baja disponibilidad de energía con o sin trastornos alimentarios, la amenorrea hipotalámica funcional y la osteoporosis, solas o en combinación, plantean importantes riesgos para la salud de las niñas y mujeres físicamente activas. La prevención, el reconocimiento y el tratamiento de estas afecciones clínicas deben ser una prioridad para quienes trabajan con atletas femeninas para garantizar que maximicen los beneficios del ejercicio regular.
Se recomienda a los pacientes que trabajen con un dietista que pueda controlar su estado nutricional y ayudar al paciente a trabajar hacia un peso ideal saludable. Los pacientes también deben reunirse con un psiquiatra o psicólogo para abordar los aspectos psicológicos de la tríada.  Por lo tanto, es importante que los entrenadores y entrenadores estén al tanto de la condición de la atleta y sean parte de su recuperación. 

### Medicamentos
A veces, los pacientes también son tratados farmacológicamente. Tanto para inducir la menstruación como para mejorar la densidad ósea, los médicos pueden recetar estrógenos cíclico o progesterona del mismo modo que se usan para tratar a las mujeres posmenopáusicas. Los pacientes también pueden recibir anticonceptivos orales para estimular los períodos regulares.  Además de la terapia hormonal, se pueden recomendar suplementos nutricionales.  Los médicos pueden recetar suplementos de calcio. También se pueden usar suplementos de vitamina D porque esta vitamina ayuda en la absorción de calcio.  Se pueden prescribir bisfosfonatos y calcitonina, utilizados para tratar a adultos con osteoporosis, aunque aún no se ha establecido su eficacia en adolescentes.  Finalmente, si así lo indica un examen psiquiátrico, al atleta afectado se le pueden recetar antidepresivos y, en algunos casos, benzodiazepinas para ayudar a aliviar la angustia severa durante las comidas. 

## Pronóstico
La baja disponibilidad de energía mantenida, con o sin trastornos alimentarios, puede perjudicar la salud. Los problemas psicológicos asociados con los trastornos alimentarios incluyen baja autoestima, depresión y trastornos de ansiedad. Las complicaciones médicas involucran los sistemas nervioso cardiovascular, endocrino, reproductivo, esquelético, gastrointestinal, renal y central. El pronóstico de la anorexia nerviosa es grave con un aumento de seis veces en las tasas de mortalidad estándar en comparación con la población general. En un estudio, el 5,4% de los atletas con trastornos alimentarios informaron intentos de suicidio. Aunque el 83% de los pacientes con anorexia nerviosa se recupera parcialmente, la tasa de recuperación sostenida del peso, la función menstrual y la conducta alimentaria es solo del 33%.
Las mujeres amenorreicas pueden ser infértiles debido a la ausencia de desarrollo folicular ovárico, ovulación y función lútea. Las consecuencias del hipoestrogenismo observadas en atletas amenorreicas incluyen vasodilatación arterial dependiente del endotelio alterada, que reduce la perfusión del músculo en funcionamiento, metabolismo oxidativo alterado del músculo esquelético, niveles elevados de colesterol unido a lipoproteínas de baja densidad y sequedad vaginal.
Debido a la baja densidad mineral ósea que disminuye a medida que se acumula el número de ciclos menstruales perdidos, es posible que la pérdida de DMO no sea completamente reversible. Las fracturas por estrés ocurren más comúnmente en mujeres físicamente activas con irregularidades menstruales y / o baja DMO con un riesgo relativo de fractura por estrés de dos a cuatro veces mayor en atletas amenorreicas que en atletas eumenorreicas. Las fracturas también ocurren en el contexto de déficits nutricionales y baja DMO.
La Academia Estadounidense de Pediatría y la AAFP sostienen que el ejercicio es importante y debe promoverse en las niñas para la salud y el disfrute; sin embargo, los pediatras deben tener cuidado con los problemas de salud que pueden ocurrir en las atletas. Los problemas de salud relacionados con este tema son graves y pueden dar lugar a numerosos problemas de salud, como se demostró anteriormente. El plan de tratamiento dependerá de la gravedad del trastorno; sin embargo, se ha demostrado que alguna forma de tratamiento es útil para producir un progreso exitoso hacia una mejor condición de salud. Claramente, muchos problemas de salud surgen debido a los trastornos alimentarios.
Se desaconseja la participación activa de los entrenadores en el tratamiento de los trastornos alimentarios. Además de los conflictos de intereses, se puede percibir que los entrenadores presionan a los atletas y potencialmente perpetúan los componentes de la tríada de la atleta femenina. Por ejemplo, al mantener un lugar en el equipo o el apoyo continuo de las becas, una atleta puede sentirse obligada a entrenar demasiado o restringir la alimentación.